# Ансат, Йон
Йон Ансат (нем. John Ansat; 23 февраля 1890 — 28 августа 1970) — германский военачальник, генерал-лейтенант (1942), участник Первой и Второй мировых войн. 

## Биография
Поступил на военную службу в 1911 году, с 1912 года — лейтенант артиллерии. 
Участвовал в Первой мировой войне. 22 марта 1916 года произведён в обер-лейтенанты. Получил за заслуги Железный крест обоих классов (1914), а также Рыцарский крест ордена дома Гогенцоллернов (1918).
После поражения — в рейхсвере. С 1922 года — капитан, с 1933 года — майор, с 1935 года — подполковник, 12 октября 1937 года назначен командиром 32-го артиллерийского полка, 1 апреля 1938 года получил звание полковника. 15 мая 1940 года назначен командиром 134-го артиллерийского командования (Арко 134). 1 августа 1940 года получил звание генерал-майора. 
10 декабря 1940 года назначен командиром 102-й пехотной дивизии, командовал ей в войне против СССР, в составе группы армий «Центр» участвовал в Белостокско-Минском и Смоленском сражениях, затем в наступлении на Москву. 
1 февраля 1942 года оставил командование 102-й дивизией и назначен командующим 307-м артиллерийским высшим командованием группы армий «Центр», 3 апреля 1942 года переведен в резерв, 20 июня 1942 года назначен командующим 313-м артиллерийским высшим командованием группы армий «Центр». Занимал эту должность до 29 марта 1945 года, 1 августа 1942 года получил звание генерал-лейтенанта, 23 марта 1943 года награждён Немецким крестом в золоте. 
28 марта 1945 года назначен командующим оборонительным районом Свинемюнде, 8 мая 1945 взят в плен, освобождён в 1947 году.